# Valérie Devaux
Valérie Devaux (29 aprile 1967) è un'ex schermitrice francese, vincitrice di una medaglia d'argento ai campionati mondiali di scherma.